# Johann Goldener
Johann Goldener OSA, auch Johannes Goldener oder Johann Rupp, (* etwa 1400 in Nürnberg; † 24. April 1475 in Bamberg) war ein deutscher Geistlicher und Augustiner.
Goldener trat den Augustinern bei. Er unterrichtete Theologie im Augustinerkloster Nürnberg. 1449 wurde er zum Pönitentiar an Sankt Peter in Rom und zum Päpstlichen Kaplan. Im Heiligen Jahr 1450 gründete er die Bruderschaft der Schmerzhaften Mutter am Campo Santo Tedesco, die das deutsche Pilgerhaus zu Unser lieben Frau in Rom übernahm.
Papst Nikolaus V. (Papst) ernannte ihn am 14. Januar 1451 zum Titularbischof vom Acre und Weihbischof in Bamberg. Am 21. Februar 1451 weihte Radulphus OSA, Bischof von Bistum Città di Castello, ihn in Santa Maria in Aquiro in Rom zum Bischof. Mitkonsekratoren waren Andrea Veroli, Bischof von Boiano, und Giovanni Cossa OP, Bischof von Bosa. Im August 1452 wurde er zum Administrator des Klosters Michelsberg. 1474 trat er als Weihbischof zurück.